# Fernanda Alves
Fernanda Alves (ur. 1976 w Zimbabwe) – modelka i uczestniczka konkursów piękności.
W 1996 została wybrana na Miss Portugalii. Tytuł umożliwił jej zostanie reprezentantką w trakcie konkursu Miss International w 1996 zorganizowanym w Kazawie w Japonii, który wygrała jako pierwsza kobieta z tego kraju.
W latach 1998–2017 była żona niemieckiego milionera Matthiasa Schmelza. Przed rozwodem para była w separacji od 2015.